# 莫奥瓦拉萨姆佩泰
莫奥瓦拉萨姆佩泰（Moovarasampettai），是印度泰米尔纳德邦Kancheepuram县的一个城镇。总人口6084（2001年）。

## 人口
该地2001年总人口6084人，其中男性3140人，女性2944人；0—6岁人口640人，其中男322人，女318人；识字率81.99%，其中男性为85.92%，女性为77.79%。